# Distrito de Khagaria
Khagaria (en bihari; खगडिया जिला) es un distrito de India en el estado de Bihar. Código ISO: IN.BR.KH.
Comprende una superficie de 1 486 km².
El centro administrativo es la ciudad de Khagaria.

## Demografía
Según censo 2011 contaba con una población total de 797 784 habitantes.